# بازار سهرابی زرند
بازار سهرابی قدیمی ترین بازار شهرستان زرند زرند در استان کرمان می باشد که در مرکز این شهر قرار گرفته است. این بازار در ابتدا توسط دو برادر سهرابی از خان های قدیم زرند خریداری می‌شود اما به دلیل الودگی که در مرکز شهر وجود نداشته است به همین دلیل این بازار ساخته و به نام این دو برادر سهرابی نام گذاری میشود.

## تاریخچه
بازار سهرابی که بخشی از بازار تاریخی شهر است، ابتدا توسط شخصی به نام حاج علی ساخته شد اما به علت اینکه به شکلی ابتدایی و کوچک ساخته شده بود، با وقوع سیل بی سابقه در زرند با آب برده شد و مایحتاج مردم و کالاها به خندق پشت بازار ریخت. در اخرین تصمیمات برای بازار زرند این پروژه قرار شد بازار سهرابی به بازار وکیل متصل گردد و دو عدد گلدسته نیز در مقابل بازار ساخته شود.

## قدمت
قدمت بازار مذکور برمیگردد به ۱۴۰ سال قبل. در زمان قدیم شخصی به نام حاج علی مغازه ها را به شکل سنتی ساخت. تا اینکه تصمیم به احداث کوره آجرپزی می‌نماید. میراث فرهنگی استان کرمان از سال ۸۲ نسبت به مسقف نمودن بازار مذکور اقدام نموده و اجرای اتصال بازار مذکور، به بازار وکیل زرند را در دستور کار خود قرار داده است.میراث فرهنگی استان کرمان دو گلدسته در مقابل بازار مذکور، خیابان شیر خورشید (خیابان چمران امروزی) و مقابل سه راهی وسط بازار (برابر پاساژ مهدی) احداث نمود.

## ساخت بازار سهرابی زرند

بازار سهرابی زرند

دو برادر به نام‌های کرم‌علی سهرابی که نایب الحکومه ان زمان بود و هژبر علی شاه سهرابی از اهلی سرشناس زرند به جهت عدم آلودگی هوا در مرکز شهر، بازار را خریداری می‌نمایند و بازار جدید را احداث می‌نمایند که از آن تاریخ به بعد بازار سهرابی معروف می‌شود. میراث فرهنگی استان کرمان از سال ۸۲ نسبت به مسقف نمودن بازار مذکور اقدام نموده و اجرای اتصال بازار مذکور، به بازار وکیل را در دستور کار خود قرار داده است.

## مرمت و بازسازی بازار سهرابی زرند
طی گفته های رئیس میراث فرهنگی استان کرمان در همایش اثار تاریخی شهرستان زرند در دستور کار قرار گرفته که بازار سهرابی زرند برای بازسازی بنا و مرمت سازی به شکل جد دنبال شود و همچنین بخش خصوصی سازی و مردمی بازار که با همکاری دکتر مصطفی جوادی پور مرادی  

  

که ایشان خود نوه مرحوم کرم‌علی سهرابی می‌باشد از بخش مردمی و خصوصی برای بازسازی و مرمت این بنا با ارزش کمک های مادی و معنوی گرفته شود تا بخش های مختلف بازار که در خطر ریزش قرار گرفته هر چه سریع تر در امر بازسازی اقدامات لازم صورت گیرد.